# Kloostermolen
De Kloostermolen is een poldermolen van de voormalige Garrelsweerster Kloostermolenpolder. De molen is gelegen even ten zuiden van het dorpje Garrelsweer in de provincie Groningen.

## Geschiedenis
De Kloostermolen werd in 1877 gebouwd ter vervanging van een afgebrande molen uit 1816. De molen kreeg vanaf 1910 hulpbemaling door middel van een locomobiel. In 1921 kreeg het afzonderlijke gemaaltje een elektromotor, maar de molen bleef in bedrijf. In 1957 werd de molen in het kader van de wet Bescherming Waterwerken in Oorlogstijd (BWO) geheel gerestaureerd. Het wiekenkruis werd toen uitgerust met zelfzwichting en het systeem Van Bussel. De molen kwam echter in de jaren zeventig buiten bedrijf en daarna ging de onderhoudstoestand sterk achteruit. Een productiebos in de directe omgeving taste de windvang erg aan. In 1995 werd de molen, toen eigendom van de Molenstichting Fivelingo, van het gehavende wiekenkruis en de verrotte kap ontdaan. Sindsdien wachtte de geconserveerde molenromp op betere tijden. 
In 2013 begon een grote restauratie, waarbij de molen weer naar de situatie van 1957 werd hersteld. De molen werd in het najaar van 2014 weer maalvaardig opgeleverd en wordt sindsdien door een vrijwillig molenaar uit het dorp gedraaid. De huidige eigenaar is Stichting De Groninger Poldermolens.
Vlak bij de Kloostermolen staat de poldermolen Meervogel.